# بابن لارسون
بابن لارسون (انگلیسی: Babben Larsson؛ زادهٔ ۲۹ اکتبر ۱۹۵۶) هنرپیشه اهل سوئد است. وی از سال ۱۹۸۴ میلادی تاکنون مشغول فعالیت بوده‌است.